# Éric Berger
Pour les articles homonymes, voir Berger (homonymie).
Éric Berger est un acteur français, né le 13 juin 1969 à Amiens.
Il est principalement connu pour son rôle de Julien « Breitling » Madigan dans Quatre Garçons pleins d'avenir puis de Tanguy dans le film du même nom sorti en 2001 et sa suite Tanguy, le retour en 2019.

## Biographie
Éric Berger est l'un des petits-fils de Maurice Berger (1901-1945), résistant français, mort en déportation.
Il a fait la classe libre du cours Florent. Il fait ses débuts à la fois au théâtre, au cinéma et à la télévision au début des années 1990 avant d'entrer au Conservatoire national supérieur d'art dramatique de Paris (promotion 1995). 
En 1997, il se fait connaître avec le rôle de Julien « Breitling » Madigan dans le film Quatre Garçons pleins d'avenir de Jean-Paul Lilienfeld, où il tient l'un des rôles principaux du film aux côtés d'Olivier Brocheriou, Stéphan Guérin-Tillié et Olivier Sitruk.
En 2001, il est révélé au grand public avec le film à succès d'Étienne Chatiliez, Tanguy dans lequel il incarne le rôle principal. Il reprend le rôle en 2019 dans Tanguy, le retour.
En juillet 2019, il préside le jury du 32e Festival international du film de Vebron en Lozère.

### Théâtre
- 1991 : La Ronde d’Arthur Schnitzler, mise en scène Isabelle Nanty
- 1993 : Ne réveillez pas Cécile, elle est amoureuse de et mise en scène Gérard Lauzier, Comédie Caumartin
- 1995 : Qu’une tranche de pain de Rainer Werner Fassbinder, mise en scène Bruno Bayen, théâtre de la Bastille
- 1997 : À trois mains texte et mise en scène Bruno Bayen, MC93 Bobigny, Théâtre national de Strasbourg
- 1999 : Nicodème texte et mise en scène Bruno Bayen, théâtre de Sartrouville
- 1996 : Peer Gynt de Henrik Ibsen, mise en scène Philippe Berling, théâtre du Peuple Bussang
- 1997 : Le Misanthrope de Molière, mise en scène Charles Tordjman
- 1997 : Penthésilée de Heinrich von Kleist, mise en scène Julie Brochen, Le Quartz, théâtre de la Bastille
- 1998 : Narcisse de Jean-Jacques Rousseau, mise en scène Didier Bezace, théâtre de la Commune
- 1999 : Le Décameron de Boccace, mise en scène Jean Boillot, Théâtre de la Cité internationale
- 1999 : Bastringue à la Gaité Théâtre de Karl Valentin, mise en scène Daniel Martin et Charles Tordjman, Théâtre de la Manufacture
- 2000 : Bastringue à la Gaité Théâtre de Karl Valentin, mise en scène Daniel Martin et Charles Tordjman, théâtre des Treize Vents, théâtre de la Commune
- 2000 : Mes Fils mise en scène Jean-Marie Patte, théâtre national de la Colline
- 2003 : Et la nuit chante de Jon Fosse, mise en scène Frédéric Bélier-Garcia, théâtre du Rond-Point
- 2003 : Plaidoyer en faveur des larmes d’Héraclite texte et mise en scène Bruno Bayen, théâtre national de Chaillot
- 2004 : La Ronde d'Arthur Schnitzler, mise en scène Frédéric Bélier-Garcia, La Criée, théâtre national de Nice
- 2004 : La Cerisaie d’Anton Tchekhov, mise en scène Georges Lavaudant, Odéon-Théâtre de l'Europe
- 2005 : Platonov- Le Chant du cygne d'Anton Tchekhov, mise en scène Alain Françon, théâtre national de la Colline
- 2007 : Le Mental de l’équipe d'Emmanuel Bourdieu et Frédéric Bélier-Garcia, mise en scène Denis Podalydès et Frédéric Bélier-Garcia, théâtre du Rond-Point
- 2007, 2008 : L'Hôtel du libre échange de Georges Feydeau, mise en scène Alain Françon, théâtre national de la Colline
- 2009 : Un garçon impossible de Petter S. Rosenlund, mise en scène Jean-Michel Ribes, Théâtre du Rond-Point
- 2009 : Laissez-moi seule texte et mise en scène Bruno Bayen, théâtre national de la Colline
- 2011 : Le Misanthrope de Molière, mise en scène Nicolas Liautard, théâtre des Quartiers d'Ivry
- 2011 : Le Babil des classes dangereuses de Valère Novarina, lecture dirigée par Denis Podalydès, Odéon-Théâtre de l'Europe
- 2011 : Pouic-Pouic de Jacques Vilfrid et Jean Girault, mise en scène Lionnel Astier, tournée
- 2012 : Pouic-Pouic de Jacques Vilfrid et Jean Girault, mise en scène Lionnel Astier, théâtre des Bouffes Parisiens, théâtre du Gymnase Marie Bell
- 2012-2013 au théâtre : La Mouette d'Anton Tchekov, mise en scène Frédéric Bélier-Garcia, théâtre des Célestins, tournée
- 2014 : Rendez-vous en boite de et mise en scène Marc Esposito, théâtre de la Gaîté Montparnasse
- 2014 : Ah! Anabelle de Catherine Anne, mise en scène Côme de Bellescize, théâtre Nanterre-Amandiers, tournée
- 2015 : En roue libre de Penelope Skinner, mise en scène Claudia Stavisky, théâtre des Célestins
- 2016 : Les affaires sont les affaires d'Octave Mirbeau, mise en scène Claudia Stavisky, théâtre des Célestins
- 2017 : Dans un canard de Jean-Daniel Magnin, mise en scène Jean-Daniel Magnin, théâtre du Rond-Point
- 2020 : Habiter le temps de Rasmus Lindberg, mise en scène Michel Dydim, CDN de Nancy-Lorraine
- 2022 : En attendant Godot de Samuel Beckett, mise en scène Alain Françon, Nuits de Fourvière puis tournée
- 2023 : En attendant Godot de Samuel Beckett, mise en scène Alain Françon, La Scala (Paris)
- 2023 : Un chapeau de paille d'Italie d'Eugène Labiche, mise en scène Alain Françon, théâtre de la Porte Saint-Martin

## Filmographie

### Cinéma
- 1991 : Mon père, ce héros de Gérard Lauzier : Julien
- 1993 : Montparnasse-Pondichéry d'Yves Robert : Paul, le petit-fils de Léo
- 1995 : Tom est tout seul de Fabien Onteniente : Serge
- 1997 : Nitrate d'argent de Marco Ferreri
- 1997 : Quatre garçons pleins d'avenir de Jean-Paul Lilienfeld : Julien « Breitling » Madigan
- 2001 : Tanguy d'Étienne Chatiliez : Tanguy Guetz
- 2004 : Mensonges et trahisons et plus si affinités... de Laurent Tirard : Jeff
- 2004 : La confiance règne d'Étienne Chatiliez : Ludo Burrel
- 2005 : Cavalcade de Steve Suissa : Axel
- 2006 : Toi et moi  de Julie Lopes-Curval : François
- 2007 : Molière de Laurent Tirard : le maître de peinture de Monsieur Jourdain
- 2008 : Tu peux garder un secret ? d'Alexandre Arcady : François
- 2009 : Neuilly sa mère ! de Gabriel Julien-Laferrière : le professeur d'histoire-géographie
- 2009 : Erreur de la banque en votre faveur de Michel Munz et Gérard Bitton : Alban
- 2009 : Le Petit Nicolas de Laurent Tirard : le majordome de Geoffroy
- 2009 : La Sainte Victoire de François Favrat : Tristan de Courson
- 2009 : Jusqu'à toi de Jennifer Devoldère : Jérôme
- 2011 : Beur sur la ville de Djamel Bensalah : le secrétaire et le chauffeur de Picolini
- 2011 : Mon pire cauchemar d'Anne Fontaine : Sébastien
- 2012 : Mauvaise fille de Patrick Mille : un ami de Pablo
- 2014 : Soleils d'Olivier Delahaye et Dani Kouyaté : Carl Theodor
- 2016 : Un homme à la hauteur de Laurent Tirard : Arnaud
- 2016 : Ma famille t'adore déjà ! de Jérôme Commandeur : Lambert
- 2017 : Crash Test Aglaé d'Éric Gravel : le délocalisateur
- 2019 : Tanguy, le retour d’Étienne Chatiliez : Tanguy Guetz

### Télévision
- 1994 : Maigret : Maigret et l'Écluse numéro 1 d'Olivier Schatzky : Jean Ducrau
- 1994 : La Rêverie ou le Mariage de Sylvia de Jean-Luc Trotignon : Nathan
- 1995 : Julie Lescaut - saison 4, épisode 5 Double Rousse d'Élisabeth Rappeneau : Grégory de Courcy
- 1996 : D'amour et d'eau salée d'Edwin Baily : Patrick
- 1996 : La Comète de Claude Santelli : Paillasse
- 1997 : Salut l'angoisse de Maurice Frydland : Nicolas
- 1999 : Avocats et Associés - saison 2, épisode 3 Duel au palais de Philippe Triboit : Patrick Rousset
- 2001 : De toute urgence de Philippe Triboit : Fred
- 2004 : Clochemerle de Daniel Losset : Oscar de Saint-Choul
- 2007 : La Fille du chef de Sylvie Ayme : Marc Ferdoux
- 2009 : Contes et nouvelles du XIXe siècle : Boubouroche de Laurent Heynemann : André
- 2011 : Le Client d'Arnauld Mercadier : Antoine Banville
- 2012 : Drumont, histoire d'un antisémite français d'Emmanuel Bourdieu : monseigneur d'Hulst
- 2014 : Caïn - saison 2, épisode 1 Suicide de Bertrand Arthuys : Stefan
- 2014 : Profilage - saison 5, épisodes 2-4, 8, 10-12 de Julien Despaux : Tobias Roze / détenu Wolker
- 2014 : Chefs d'Arnaud Malherbe : inspecteur Moreno
- 2015 : Le Zèbre de Frédéric Berthe : Romain Breton
- 2015 : Intrusion de Xavier Palud : Olivier
- 2017 : Candice Renoir - saison 5, épisode 10 : Henri Ganay
- 2018 : Mongeville, épisode La Porte de fer de Delphine Lemoine : Patrice
- 2019 : Olivia de Thierry Binisti : Alexis Alban
- 2019 : Balthazar : Marc Laborie
- 2021 : Scènes de ménages, prime La Vie de château

### séries
- 2022 : La fille au cœur de cochon de David André : Philippe Couturier

## Distinctions

### Nominations
- Césars 2002 : nommé au César du meilleur espoir masculin pour Tanguy.